# 雅温得车站
雅溫德車站（法語：Gare de Yaoundé）是喀麥隆首都雅溫德的一座鐵路車站，由喀麥隆鐵路公司營運。是杜阿拉—恩冈代雷铁路上的一座客運站與貨運站，该车站随铁路通车至雅温得而同步设置于1927年:22。
這是一個家畜和新鮮食品的轉運和卸貨站，以將貨物運輸到喀麥隆南部，以及剛果共和國和加蓬共和國。